# Griesheim-sur-Souffel
Griesheim-sur-Souffel (deutsch Griesheim) ist eine französische Gemeinde mit 1231 Einwohnern (Stand 1. Januar 2021) im Département Bas-Rhin in der Region Grand Est (bis 2015 Elsass). Am 1. Januar 2015 wechselte die Gemeinde vom Arrondissement Strasbourg-Campagne zum Arrondissement Saverne.
Griesheim liegt in der Oberrheinischen Tiefebene inmitten von Feldern am Flüsschen Souffel (deutsch Suffel), am nordwestlichen Stadtrand von Straßburg. Von Griesheim bis ins Zentrum der elsässischen Hauptstadt sind es etwa sieben Kilometer.
Die Bebauung geht im Norden unmittelbar in die der Nachbargemeinde Pfulgriesheim über. Die Nachbarorte im Süden (stadteinwärts also) sind Niederhausbergen und Oberhausbergen. Als einzige überörtliche Straße führt die von Straßburg nach Nordwesten verlaufende Departementsstraße D 31 am östlichen Rande Griesheims entlang.
Wie in vielen suburbanen Gemeinden am Rande von Großstädten ist auch Griesheim durch einen dörflich-ländlichen Ortskern und daran anschließende, vorstädtische Eigenheimsiedlungen für Berufspendler geprägt.

## Bevölkerungsentwicklung
| Jahr      | 1962 | 1968 | 1975 | 1982 | 1990 | 1999 | 2006 | 2012 | 2019 |
| Einwohner | 279  | 289  | 479  | 1101 | 1122 | 1154 | 1127 | 1128 | 1201 |

## Sehenswürdigkeiten

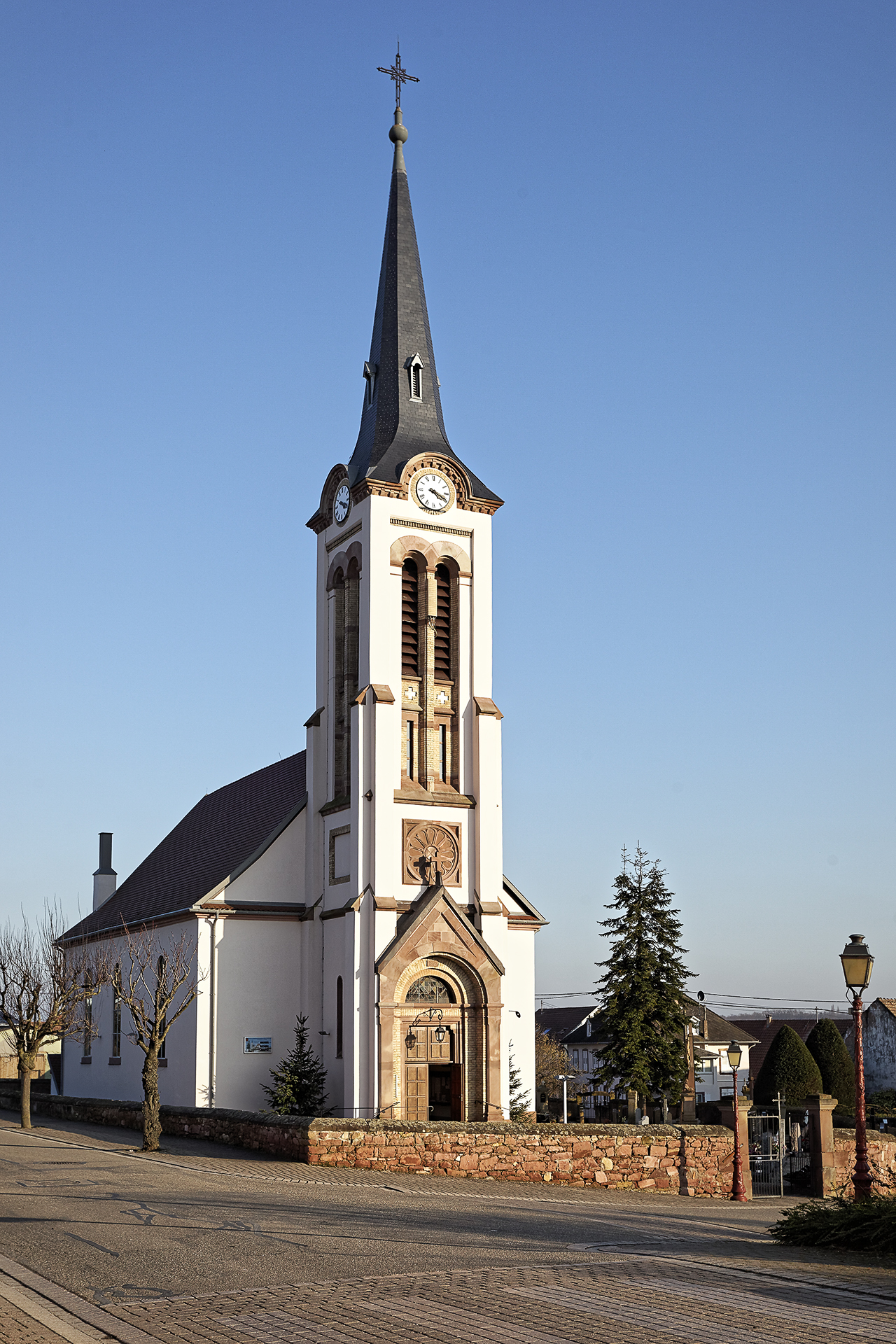
Kirche Saint-Pancrace

- Kirche Saint-Pancrace